# Außenministerium der Republik Kasachstan

Ministeriumsgebäude in Astana

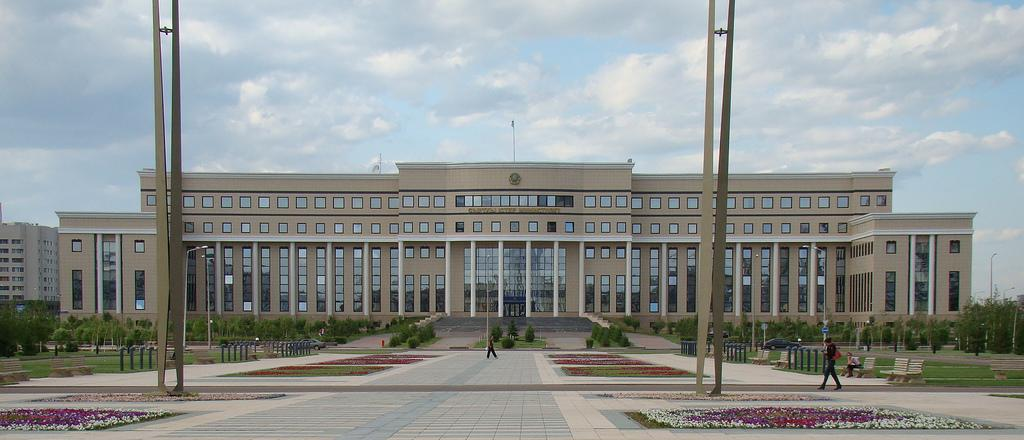
Das Ministeriumsgebäude

Das Außenministerium der Republik Kasachstan (kasachisch Қазақстан Республикасының Сыртқы істер министрлігі, russisch Министерство иностранных дел Республики Казахстан, englisch Ministry of foreign affairs of the Republic of Kazakhstan) ist das Außenministerium und eines von 18 Ministerien Kasachstans.
Das Außenministerium ist das zentrale Exekutivorgan der kasachischen Regierung. Es setzt die Außenpolitik der Republik Kasachstan um und leitet die diplomatischen Vertretungen Kasachstans. Der Minister wird durch den kasachischen Präsidenten ernannt und entlassen.
Die Aufgaben wurden in der Verordnung 1118 der kasachischen Regierung am 28. Oktober 2004 definiert.
Das Ministerium unterhält außerdem das Internationale Komitee des Ministeriums für Auswärtige Angelegenheiten der Republik Kasachstan, den Ausschuss für GUS-Angelegenheiten des Außenministeriums der Republik Kasachstan und den Ausschuss für Investitionen des Ministeriums für Auswärtige Angelegenheiten der Republik Kasachstan.

## Minister
| Nr. | Name                    | Beginn der Amtszeit | Ende der Amtszeit  |
| --- | ----------------------- | ------------------- | ------------------ |
| 1   | Töleutai Süleimenow     | Dezember 1991       | April 1994         |
| 2   | Qanat Saudabajew        | April 1994          | Oktober 1994       |
| 3   | Qassym-Schomart Toqajew | Oktober 1994        | 12. Oktober 1999   |
| 4   | Jerlan Ydyryssow        | 12. Oktober 1999    | 29. Januar 2002    |
| 5   | Qassym-Schomart Toqajew | 29. Januar 2002     | 11. Januar 2007    |
| 6   | Marat Täschin           | 11. Januar 2007     | 4. September 2009  |
| 7   | Qanat Saudabajew        | 4. September 2009   | 11. April 2011     |
| 8   | Jerschan Qasychanow     | 11. April 2011      | 28. September 2012 |
| 9   | Jerlan Ydyryssow        | 28. September 2012  | 28. Dezember 2016  |
| 10  | Qairat Äbdirachmanow    | 28. Dezember 2016   | 26. Dezember 2018  |
| 11  | Beibit Atamqulow        | 26. Dezember 2018   | 18. September 2019 |
| 12  | Muchtar Tileuberdi      | 18. September 2019  | 3. April 2023      |
| 13  | Murat Nurtleu           | 3. April 2023       | amtierend          |